# Pseudobagrus ichikawai
Pseudobagrus ichikawai é uma espécie de peixe da família Bagridae.
É endémica de Japão.